# Jonas Larsson (skådespelare)
Per Jonas Bodinger Larsson, född 28 december 1973, är en svensk präst och tidigare skådespelare och regissör inom teater och film. 

## Biografi
Larsson studerade vid Calle Flygare Teaterskola 1992–1994 med fortbildning på Teaterhögskolan i Stockholm 2002. Han filmdebuterade 2000 i kortfilmen Ensam, tvåsam, tveksam. 2005 medverkade han i TV-serien Kvalster och 2006 i kortfilmen Tysta rop. För den senare belönades han med pris som bästa skådespelare i Granada i Spanien. 2008 gjorde Jonas huvudrollen i filmen Lösningen, vilket gav honom priset som bästa skådespelare vid Chicago Short Filmfestival. 2009 spelade han en av huvudrollerna i skräckfilmen Syner.
Larsson var anställd som skådespelare och regissör på Astrid Lindgrens värld i Vimmerby 1996–2003 och mellan åren 1998 och 2012 var han konstnärlig ledare och regissör för Handelsspexet, Stockholm. På teatern har han gjort roller som Jimmy Porter i Se dig om i vrede, Malvolio i Trettondagsafton, Mercutio i Romeo och Julia samt Capitano och Pantalone i Commedia dell árte föreställningar. Han har varit verksam på bland annat Teater Tribunalen, Stockholms stadsteater, Lerbäcks Teater, Teater Hera, SVT och Aliasteatern. 2013 började han undervisa i filmskådespeleri på Cinemantrix.
År 2010 påbörjade Larsson studier i teologi. Han antogs som prästkandidat 2015 och prästvigdes 27 januari 2019 i Karlstads domkyrka. År 2019–2023 var han komminister i Fryksände pastorat innan han från 8 december  2023 övergick till tjänsten som kaplan i Visborgskyrkan i Visby domkyrkoförsamling.
Hans diktsamling Jag var hemma och längtade hem utkom 2021; en av dikterna har varit Dagens dikt på Sveriges radio P1.

## Filmografi
- 2000 – Ensam, tvåsam, tveksam
- 2005 – Kvalster (TV-serie)
- 2005 – Getingen
- 2006 – Tysta rop
- 2008 – Lösningen
- 2008 – Hur man förbereder sig för en dejt och finner sin tvillingsjäl med mobiltelefonen
- 2009 – Syner
- 2009 – Mannen med kulorna
- 2010 – Mamma pojke
- 2010 – Åt Frankrike alltså!
- 2011 – Scenen
- 2014 – Like Me

## Diskografi
- 2002 – Du bestämmer (EP)